# Südafrikanischer Kragenhai
Der Südafrikanische Kragenhai (Chlamydoselachus africana) ist eine von zwei Arten aus der Familie der Kragenhaie (Chlamydoselachidae). Er lebt im südöstlichen Atlantik an den Küsten Angolas, Namibias und Südafrikas in Tiefen von 300 bis 1400 Meter.

## Merkmale
Der Südafrikanische Kragenhai hat einen dunkelbraun gefärbten, schlanken, aalartigen Körper und eine am Rumpf faltige Haut. Das Rostrum ist kurz, das Maul groß und endständig. Die Zähne sind mehrspitzig und in beiden Kiefern gleich. Die Anzahl der Kiemenspalten liegt bei sechs. Sie reichen bis unter die Kehle. Die Afterflosse ist länger als die Rückenflosse, die Schwanzflosse ist unten nicht eingebuchtet.
Äußerlich ähnelt der Südafrikanische Kragenhai sehr stark dem höchstens zwei Meter langen Kragenhai, bleibt mit einer Länge von maximal 1,17 m (Weibchen) aber deutlich kleiner und unterscheidet sich auch in einigen Körperproportionen vom Kragenhai. So hat er einen längeren, höheren und breiteren Kopf (die Kopflänge beträgt 17,3–17,9 % der Körperlänge gegenüber 13,1–16,2 % bei C. anguineus), weniger Wirbel (147 gegenüber 160–171) und weniger Spiralwindungen im Darm (26–28 gegenüber 35–49).
Bei den Radialia der Brustflosse sind die vom Mesopterygium, eine Knorpelstütze der Brustflosse, getragenen bei C. africana zahlreicher als bei C. anguineus (7 gegenüber 5–6), die vom Metapterygium gestützten weniger (8 gegenüber 9–12) als bei C. anguineus. Die Radialia der Bauchflossen sind bei beiden Arten gleich, die der Afterflosse bei C. africana leicht höher (30 gegenüber 20–28).

## Ernährung
Kragenhaie sind wie andere Tiefseefische (Pelikanaal, Sackmäuler oder Viperfische) in der Lage, ihr Maul extrem weit aufzureißen und können Beute verschlingen, die ein Drittel oder fast die Hälfte ihrer Körperlänge erreicht. Magenuntersuchungen deuten darauf hin, dass der Südafrikanische Kragenhai Katzenhaie der Gattungen Apristurus und Parmaturus, Fliegende Kalmare (Ommastrephidae) und möglicherweise auch Dornhaie verspeist.